# Кольчугіно
Кольчу́гіно (рос. Кольчугино) — місто в Російській Федерації, адміністративний центр Кольчугінського району Владимирської області.
Населення міста становить 45 670 осіб (2008; 45,9 тис. в 2007, 46,5 тис. в 2005, 47 059 в 2002, 46,2 тис. в 2000, 46,0 тис. в 1996, 45,4 тис. в 1992, 45,6 тис. в 1989, 43,4 тис. в 1979, 41,6 тис. в 1970, 40,0 тис. в 1967, 37,9 тис. в 1959, 29,6 тис. в 1939, 11,0 тис. в 1926).

## Географія
Місто розташоване на річці Пекша, лівій притоці річки Клязьма, у місці, де до неї впадає річка Біла. Кольчугіно розташоване на відрогах Московської височини.

## Історія
Місто засноване в 1871 році як селище при заводі московського купця Кольчугіна поруч з селом Василевське. Статус міста надано в 1931 році. У 2001 році до складу міста було включене смт Біла Річка.

## Населення
| 1897    | 1923    | 1926    | 1931    | 1939    | 1959    | 1967    |
| ------- | ------- | ------- | ------- | ------- | ------- | ------- |
| 1300    | ↗5100   | ↗11 600 | ↗22 900 | ↗29 626 | ↗37 865 | ↗40 000 |
| 1970    | 1979    | 1989    | 1992    | 1996    | 1998    | 2000    |
| ↗41 637 | ↗43 741 | ↗45 601 | ↘45 400 | ↗46 000 | ↗46 200 | →46 200 |
| 2001    | 2002    | 2003    | 2005    | 2006    | 2007    | 2008    |
| ↗46 300 | ↗47 059 | ↗47 100 | ↘46 500 | ↘46 300 | ↘45 900 | ↘45 700 |
| 2009    | 2010    | 2011    | 2012    | 2013    | 2014    | 2015    |
| ↘45 628 | ↗45 776 | ↘45 653 | ↘45 225 | ↘44 786 | ↘44 405 | ↘44 125 |
| 2016    | 2017    | 2018    |         |         |         |         |
| ↘43 784 | ↘43 543 | ↘43 089 |         |         |         |         |

## Економіка
У місті працюють заводи столових приборів та посуду, обробки кольорових металів імені Орджонікідзе, електромеханічний, кабельний, залізобетонних виробів, молочний, швейна фабрика та хлібокомбінат.

## Транспорт
Через місто проходить залізниця Александров-Іваново та автомагістраль Р75 Александров-Владимир. В Кольчугіному є автовокзал та залізничний вокзал. Поблизу проходить магістральний газопровід.

## Відомі особистості
В поселенні помер:
- Золотаревський Ісидор Самійлович (1888—1961) — художник, архітектор, скульптор, педагог..